# SPOTV
SPOTV(스포티비)는 대한민국의 스포츠 중계방송 전문 채널이다. 모기업은 스포츠 중계권 판매를 하는 회사인 에이클라 미디어그룹이다.

## 역사
스포츠 중계권 중개 업체인 에이클라 미디어그룹에서 2010년에 개국한 스포츠 전문 케이블 채널이다. 2012년에는 SPOTV2와 SPOTV+가, 2013년에는 E스포츠 전문 채널 SPOTV Games가 개국했다.
최초에는 IPTV를 기반으로 위 채널들이 생겨났지만, 이후 스카이라이프와 케이블유선방송 등으로 영역을 확장했다.
SPOTV Games는 2020년 3월부터 연예 채널 STATV로 전환됐으며 SPOTV+는 2020년 5월부터 골프와 라이프스타일 전문 채널인 SPOTV Golf&health로 전환됐다.
2017년부터는 대한민국 최초로 멤버십으로 운영되는 유료 스포츠 채널 서비스를 시행했다. IPTV를 비롯한 유선방송에서는 SPOTV ON, 웹/모바일에서는 SPOTV NOW라는 이름으로 런칭됐다.

## 중계 현황
프리미어리그, 세리에 A, 스코티시 프리미어십, 챔피언스리그, 유로파리그, 네이션스리그 등 다양한 해외 축구 리그를 중계하고 있으며, 2018-2019 시즌부터는 프리미어리그를 단독 중계하고 있다.
그밖에도 NBA, UFC, KBO, MLB, KBL 등 국내외 다양한 종목을 중계한다.
2022 - 2023 시즌부터 대부분의 유럽 프로축구 리그(프리미어리그, 세리에 A, 라리가)는 본방송이 전면 유료화(스포티비Prime, 스포티비Prime2)됐으며, 본 채널인 스포티비1과 스포티비2에서는 재방송한다. NBA와 메이저리그 또한 본방송은 유료채널(메이저리그는 주로 스포티비 Prime플러스)에서 한다.

## 중계 역사
- K리그 : 2012~2019
- K리그2 : 2026~
- NBA : 2014~
- KBO : 2019~
- KBL : 2019~
- MLB : 2021~
- UFC : 2013 ~ 2022

## 소속 아나운서
- 김명정
- 김민수
- 김윤희
- 노윤주
- 양동석
- 윤장현
- 이승현
- 조주영
- 최두영
- 변효성
- 한장희
- 손상혁
- 정세현
- 장영태
- 이연직
- 김영찬
- 고찬열
- 류한영
- 이승준
- 이영규
- 박준영
- 윤요섭
- 이우성
- 김지원
- 이지원
- 국승현
- 강이현
- 김재욱
- 김민아
- 장서현
- 김혜빈

## 소속 해설위원
- 축구 : 박찬하, 송영주, 임형철, 장지현, 차상엽, 한준희, 황덕연, 정우원
- KBO 리그 : 민훈기, 윤석민, 이대형, 이성우
- MLB : 김형준, 민훈기, 손건영, 이창섭, 이희영, 한승훈
- 테니스 : 박용국
- NBA : 박세운, 이민재, 조현일
- KBL : 신기성, 이상윤, 주태수, 추승균, 추일승
- 격투기 : 김두환, 이교덕
- 배구 : 장윤희
- 복싱 : 황현철
- 골프 : 이은혜, 전성민, 정준섭

## 같이 보기
- 에이클라 미디어그룹
- SBS 스포츠
- MBC 스포츠+
- KBS N 스포츠
- JTBC 골프&스포츠
- IB 스포츠
- 스카이 스포츠
- SPOTV Golf & Health
- SPOTV2